# Павлики (Львовская область)
Павлики (укр. Павлики) — село в Бусской городской общине Золочевского района Львовской области Украины.
Население по переписи 2001 года составляло 75 человек. Занимает площадь 0,051 км². Почтовый индекс — 80530. Телефонный код — 3264.